# ۱۴۲۴ (میلادی)
۱۴۲۴ (میلادی) هزار و چهارصد و بیست و چهارمین سال تقویم میلادی است.

## درگذشتگان
‎